# Українці-бомбардири в закордонних національних футбольних чемпіонатах
Список найкращих українських голеадорів за кордоном.

## Список
| №   | футболісти         | сезони    | країна (и)                                                    | сума | чемпіонат | кубок |
| --- | ------------------ | --------- | ------------------------------------------------------------- | ---- | --------- | ----- |
| 1.  | Андрій Шевченко    | 1999/2009 | Італія, Англія                                                | 155  | 136       | 19    |
| 2.  | Ігор Ніченко       | 1995/2005 | Угорщина                                                      | 111  | 97        | 14    |
| 3.  | Олег Протасов      | 1991/1998 | Греція, Японія                                                | 101  | 88        | 13    |
| 4.  | Руслан Любарський  | 1994/2011 | Словаччина, Ізраїль                                           | 90   | 79        | 11    |
| 5.  | Олег Ящук          | 1996/2011 | Бельгія, Греція                                               | 86   | 77        | 9     |
| 6.  | Андрій Воронін     | 1997/2011 | Німеччина, Англія, Росія                                      | 73   | 68        | 5     |
| 7.  | Сергій Скаченко    | 1992/2002 | Росія, Південна Корея, Франція, Швейцарія, Японія Азербайджан | 72   | 54        | 18    |
| 8.  | Сергій Кандауров   | 1993/2003 | Ізраїль, Португалія                                           | 70   | 59        | 11    |
| 9.  | Микола Кудрицький  | 1991/1994 | Ізраїль                                                       | 63   | 51        | 12    |
| 10. | Олег Саленко       | 1992/2002 | Іспанія, Шотландія                                            | 57   | 48        | 9     |
| 11. | Андрій Нестерук    | 1993/2003 | Молдова, Казахстан                                            | 57   | 53        | 4     |
| 12. | Віталій Парахневич | 1995/2002 | Південна Корея                                                | 56   | 40        | 16    |
| 13. | Віктор Двірник     | 1990/2000 | Чехія, Греція, Хорватія                                       | 50   | 47        | 3     |
| 14. | Іван Гецко         | 1992/1997 | Ізраїль, Росія                                                | 47   | 45        | 2     |
| 15. | Роман Пилипчук     | 1991/1999 | Ізраїль                                                       | 47   | 42        | 5     |

## Цікавинки
Найкращим бомбардирами в чемпіонатах закордонних країн ставали:
- Андрій Шевченко в Італії (2): 2000, 2004 років.
- Ігор Ніченко в чемпіонаті Угорщини: 1996 рік.
- Сергій Скаченко в Південній Кореї: 1996 рік.
- Андрій Воронін у другій Бундеслізі: 2003 рік.
- Сергій Кузнецов в чемпіонаті Литви: 2006 рік.
- Сергій Морозов в чемпіонаті Естонії: 1995 рік.